# Seladerma gelanor
Seladerma gelanor är en stekelart som först beskrevs av Walker 1840.  Seladerma gelanor ingår i släktet Seladerma och familjen puppglanssteklar. Arten är reproducerande i Sverige. Inga underarter finns listade i Catalogue of Life.